# Antidesma microcarpum
Antidesma microcarpum är en emblikaväxtart som beskrevs av Adolph Daniel Edward Elmer. Antidesma microcarpum ingår i släktet Antidesma och familjen emblikaväxter.
Artens utbredningsområde är Filippinerna. Inga underarter finns listade i Catalogue of Life.